# 日本旅行写真家協会
日本旅行写真家協会（略称JTPA）は日本の写真家の組織で、1991年に設立。愛称は「旅写」。写真家が旅をテーマとして写真活動を行っている写真家集団。

## 主催事業
- 旅写展を開催
- 「プロと楽しむ自然とのふれあい写真教室」（財団法人休暇村協会共催）を開催
- 毎月の会報の発行